# 森森百貨
森森百貨股份有限公司（英語：Sen Sen Home Shopping Co., Ltd.，簡稱：森森百貨），臺灣電視購物頻道商，由當初創建東森得易購的東森國際成立。

## 歷史

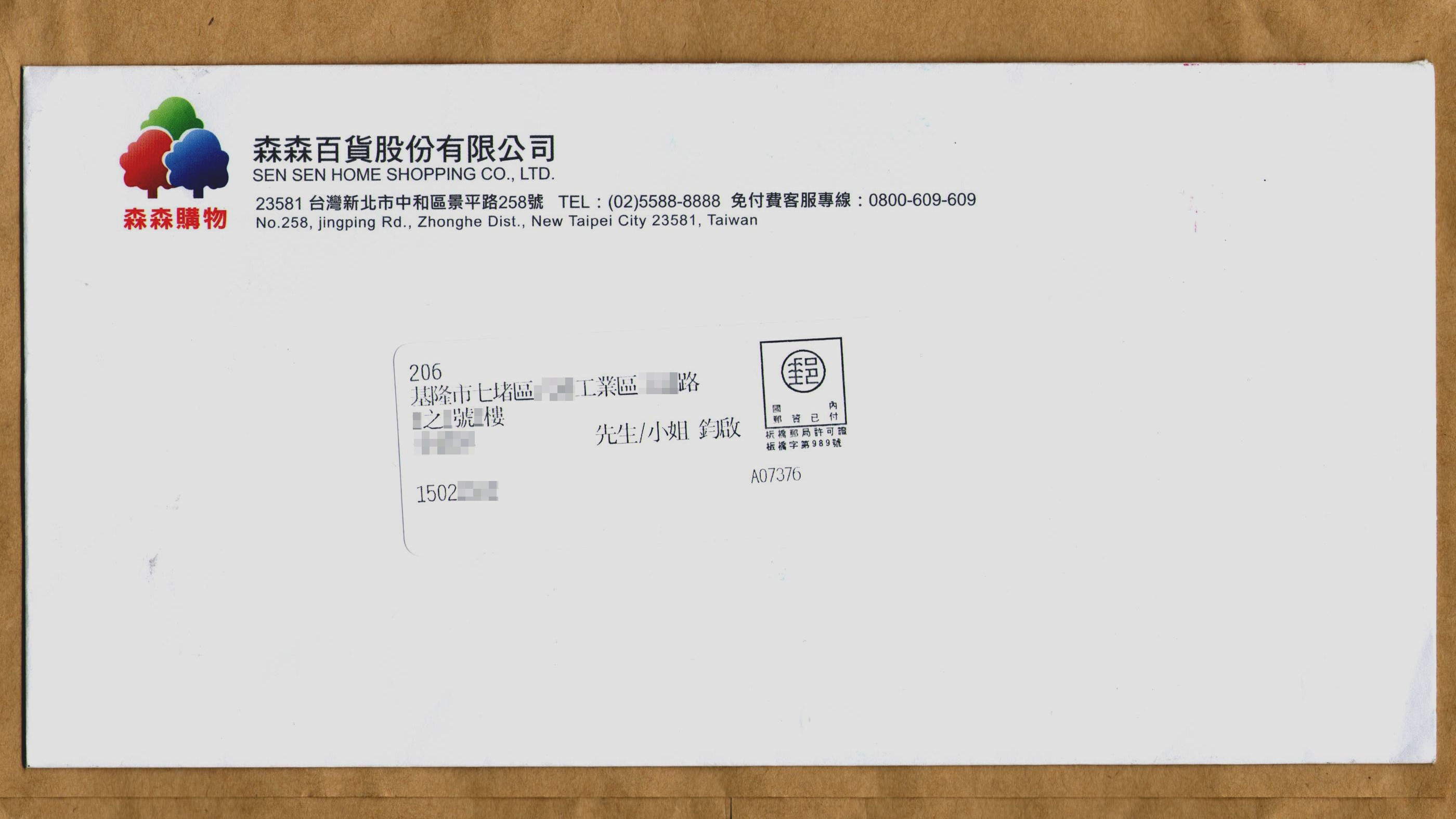
2016年4月29日森森百貨信封

- 2009年11月2日，王令麟成立森森百貨，起初先向中嘉數位簽約，令東森得易購於2009年12月28日欲向有線電視系統業者申請續約受阻；系統業者並於2010年1月1日凌晨將東森得易購頻道變更為森森百貨頻道。
- 2010年1月1日，森森百貨試播，使用16:9規格製播，但實際上仍以有線類比電視壓縮為4:3規格做播出。
- 2012年10月18日，森森百貨董事會通過將收購東森得易購超過51%股權、成為東森得易購最大股東，森森百貨董事趙世亨說，森森百貨預定取得東森得易購70%至80%、甚至100%股權，東森得易購將成為森森百貨子公司、東森國際孫公司，收購金額初估至少超過新臺幣10億元，實際交易金額將視收購股權比例而定[1]。
- 2017年4月1日，森森百貨正式與東森得易購合併，東森得易購為續存公司，森森百貨為消滅公司。

## 子公司
- 森岳傳播股份有限公司為電視節目製作公司，製作森森百貨節目內容，也是中天綜合台《笑林練舞功》製作單位。

## 軼聞
2017年5月，王令麟受訪時提到，東森購物在2008年被新加坡匯亞集團負責人梁馬利買走，他本來想放棄台灣市場、去中國大陸投資電視購物；但2009年8月，太平洋建設總經理章啟明找來3名來自以色列、埃及和加拿大的基督教牧師為他禱告，牧師們在禱告裡發預言：「大陸很辛苦，上帝祝福你。不對啊，你在台灣會開一個新品牌，而且未來會超過它。」同年10月，王令麟和一群被梁馬利資遣的東森購物老幹部見面，結果「我60天找500個人，10月1日決定開台，12月底就開了森森百貨」。